# Avshalom Feinberg
Avshalom Feinberg   (Guederà, 23 d'octubre de 1889 - península del Sinaí, 20 de gener de 1917) va ser un dels líders de Nili, una xarxa jueva d'espionatge a l'Imperi Otomà durant la Primera Guerra Mundial. A les seves cartes explica que va ser testimoni del genocidi armeni.

## Biografia
Nascut dins una família sionista de Palestina, va estudiar en una madrassa de Jaffa i amb 15 anys va aconseguir una beca de l'Aliança Israelita Universal amb la qual va estudiar a París Va tornar per treballar en investigacions agronòmiques com Aaron Aaronsohn a Atlit, amb ell i els seus germans (Sarah Aaronsohn, Rivka, Álex i Aarón) va fundar Nili. El 1915 Feinberg va viatjar a Egipte per contactar amb la Divisió d'Inteligència Naval. A la seva tornada a Palestina, els membres de Nili es van sincronitzar per mar amb els britànics des de la platja d'Atlit.
Amb la sortida d'Aaron Aaronsohn cap a Berlín, via Constantinopla, Feinberg i Aaronsohn es van perdre de vista i van perdre el contacte entre les forces britàniques i Nili depenía només de Feinberg. El gener de 1917, Avshalom Feinberg, acompanyat de Yossef Lishansky, ambdós disfressats de beduins, van travessar a peu el Sinaí per tornar a contactar amb els britànics, però van ser atacats a Rafah pels beduins. Avshalom Feinberg va ser assassinat i Lishansky, que va ser ferit, va aconseguir reprendre el contacte amb Aaron Aaronsohn al Caire.
El seu final va ser desconegut fins que el 1967, durant la Guerra dels Sis Dies, es van trobar les seves restes sota una palmera que hauria nascut d'un dàtil que portava a la butxaca. En aquest punt es va fundar un assentament, anomenat Dikla (Palmera).
El 1979, un nou assentament israelià va ser establert a la península del Sinaí, anomenat Avshalom (Sinaí) en honor seu. Va ser abandonat el 1982 després dels acords de Pau de Camp David.
El 1990 es va fundar un poble a Israel en honor seu, anomenat Avshalom (Israel).